# 英格兰皇家外科医学院
英格兰皇家外科医学院（Royal College of Surgeons of England；RCS England）是英国一个独立的專業協會和注册慈善机构，旨在提高外科护理标准，并规范英格兰和威尔士的外科和牙科行业。学院位于伦敦林肯律師學院廣場。它出版有多种医学期刊，包括《英国皇家外科医学院年鉴》（Annals of the Royal College of Surgeons of England）、《教师牙科杂志》（Faculty Dental Journal）和《英国皇家外科医学院公报》（Bulletin of the Royal College of Surgeons of England）。

## 历史
该学院可以追溯到14世纪的伦敦市外科医生行会（Guild of Surgeons Within the City of London） 。1540年，亨利八世将外科理发师同业公会（Worshipful Company of Barbers；1462年建立）和外科医生行会合并，组成理发师-外科医生行会（Company of Barber-Surgeons）。 1745年，外科医生独立出来成立了外科医生行会（Company of Surgeons） 。1800年，行会获得皇家特許狀，成为伦敦皇家外科医学院（Royal College of Surgeons in London）。1843年的另一份特许状授予它现在的英格兰皇家外科学医院称号。

## 亨特博物馆

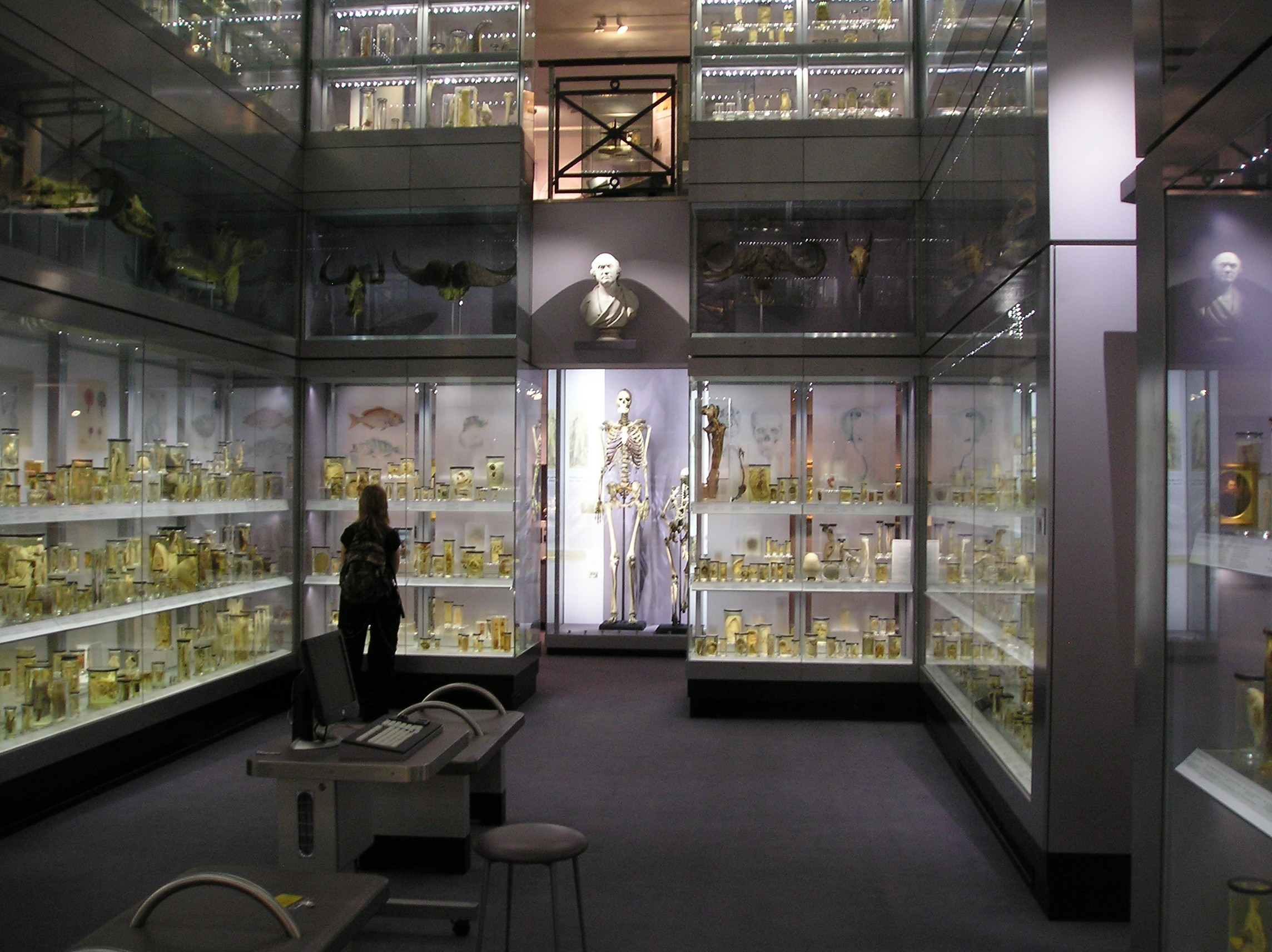
博物馆

1799年，政府购买了约翰·亨特的藏品，并将其赠送给学院。亨特博物馆（Hunterian Museum）在此基础上建立，现为伦敦健康与医学博物馆集团成员，博物馆展示了数以千计的解剖标本，包括“爱尔兰巨人”查尔斯·伯恩的骨架。